# Tóth Balázs (labdarúgó, 1980)
Tóth Balázs (Kaposvár, 1980. március 2. –) volt magyar labdarúgó, jelenleg az Aqvital FC Csákvár vezetőedzője.

## Pályafutása

### Rákóczi FC
1990-ben került a klub utánpótlás csapatába, majd 1997.10.29-én mutatkozott be a felnőtt csapatban bal oldali középpályás poszton, amit az Olajbányász FC Nagykanizsa ellen játszottak az NBI/B-s találkozón. Közel 300 felnőtt bajnoki, illetve kupa mérkőzésen lépett pályára a Rákóczi FC mezében. Két bronz érmet szerzett a klubbal a másodosztályban, amiből az utóbbi 2004-ben feljutást jelentett az első osztályba. Az ezt követő élvonalbeli szezonban megtartották NB1-es tagságukat, 29 meccsen lépett pályára, három góljával, illetve hét gólpasszával felhívta magára a szövetségi kapitány és több első osztályú klub figyelmét. Végül 2005. július 1-én az Újpest FC-hez igazolt.

### Újpest FC
2005. július 31-én lépett először tétmeccsen pályára lila-fehér mezben a Diósgyőri VTK ellen 8000 néző előtt. A csapattal ebben az évben az ezüst éremig meneteltek, amivel Európa Liga szereplést vívtak ki. A 2005-2006-os szezonban válogatott bő kerettag volt.
2006-2007-es szezonban 4. helyezést értek el. Az Újpest színeiben 49 NB1-es bajnoki fordulón szerepelt, a kupa,  nemzetközi és hivatalos mérkőzésekkel együtt közel száz alkalommal.

### Kispest Honvéd
2007. június 19-én igazolt a piros-feketék csapatához három évre, ahol Európa Liga selejtezőn játszotta első hivatalos mérkőzését.
Debrecen elleni hazai mérkőzésen lépett először pályára az NB1-ben, ahol a második gólt jegyezhette magának és ezzel el is döntötte a forduló rangadójának kimenetelét, egyébként a Honvéd szurkolók beválasztották ezt az összecsapást az elmúlt évtizedek legjobb mérkőzései közé. Összesen nyolcszor viselhette a honvéd mezét.
Az idejét nem töltötte ki, 2008 januárjában közös megegyezéssel bontottak szerződését.

### Vasas FC
Hamar lecsapott a játékjogára a 13. kerületi együttes így 2008 februárjában már a piros-kék felszerelésben edzett és újra magára talált, alapember lett és tizenegyszer léphetett pályára a Vasas színeiben.
Ebben a félszezonban a csapat másodikként végzett a Tavaszi tabellán, amivel megerősítette helyét az NB1-ben.
2008 június 30-án lejárt a szerződése és külföldre igazolt.

### Al-Taliya (Omán)
Az arab félsziget egyik gyorsan fejlődő országának első osztályába igazolt, ahol alapembernek számított és góljaival segítette az együttest az Ománi kupaelődöntőjéig. Hat bajnoki mérkőzésen szerepelt, amikor a helyi Al-Oroubah csapata kiszemelte magának és kivásárolta a játékjogát jelenlegi csapatából.

### Al-Oroubah
2009 december 31-ig kötött szerződést az új klubjával. Háromszor volt eredményes csapatában ahol tizenegy bajnoki mérkőzésen és hat Ázsia Kupa fordulón játszott.
A bajnokságban harmadik helyen végzett csapatával.

### Siófok BFC
Hazatérését követően a 2010 tavaszi szezonját a kék-sárga balatoni együttes csapatában folytatta, ahol alapemberré vált és az otthoni Ajka elleni mérkőzésen (2010. április 17.) fejelt győztes góljával a tabella élére ugrottak, amit megtartottak a bajnokság végéig és feljutottak az NB1-be.
Az NB1-be nem követte a csapatot hanem a rivális NB2-es csapatához igazolt.

### Gyirmót FC
2010 augusztusában kötött egyéves szerződést a feljutási célok reményében új csapatával, ahol gólokat és gólpasszokat jegyzet.
Sokáig vezették a bajnokságot de a végén a PMFC megelőzte Őket így az ezüst érem maradt a csapatnak.
Újabb egy évvel meghosszabbította szerződését de nem töltötte ki idejét, mert a Vasas FC-hez igazolt 2012 tavaszán.

### Vasas FC
A rengeteg problémával küszködő angyalföldi klubban hat alkalommal lépett pályára, ahol kétszer is eredményes volt mint védő.
Nem maradt a fővárosi egyesületnél, szerződést kötött az NB2 nyugati csoportjában lévő Puskás Akadémia csapatával.

### Puskás Akadémia FC
A meglepetés csapatnak számító, fiatalokból és csak pár rutinosabb játékossal rendelkező együttes utcahossznyival nyerte meg a 2012/13 szezont az NB2-ben.
A következő évben is alapembernek számított az Nb1-ben, azonban kétéves kontraktusát már nem hosszabbította meg.

### Szeged 2011
2014 késő őszén csatlakozott az NB2-es csapathoz és az utolsó öt mérkőzést végigjátszva, több alkalommal is a forduló válogatottjába került teljesítményével.
Háromszor sikerült győztesen elhagyni a játékteret csapatával.

### Thor FC
2015-ben újra légiósnak állt és az Izlandi másodosztályú egyesülethez igazolt ahol a negyedik helyezést érte el csapatával.
Szerződés 2015.10.16-án lejárt.

## Sikerei, díjai
- Kaposvári Rákóczi FC
  - NB1/B bronzérmes: 2001-2002
  - NB1/B bronzérmes: 2003-2004 (feljutás az NB1-be)
- Újpest FC
  - Borsodi Liga ezüstérmes: 2005-2006
- Kispest Honvéd
  - Szuperkupa ezüstérmes: 2007
- Ol-Oroubah
  - Omani League bronzérmes: 2009
- Siófok BFC
  - NB2 Nyugati csoport aranyérmes: 2010
- Gyirmót FC
  - Ness Hungary NB2 Nyugati csoport ezüstérmes: 2010-2011
- Puskás Akadémia FC
  - Ness Hungary NB2 Nyugati csoport aranyérmes: 2012-2013